# Saint-Aubin-les-Forges
Saint-Aubin-les-Forges is een gemeente in het Franse departement Nièvre (regio Bourgogne-Franche-Comté) en telt 439 inwoners (2009). De plaats maakt deel uit van het arrondissement Cosne-Cours-sur-Loire.

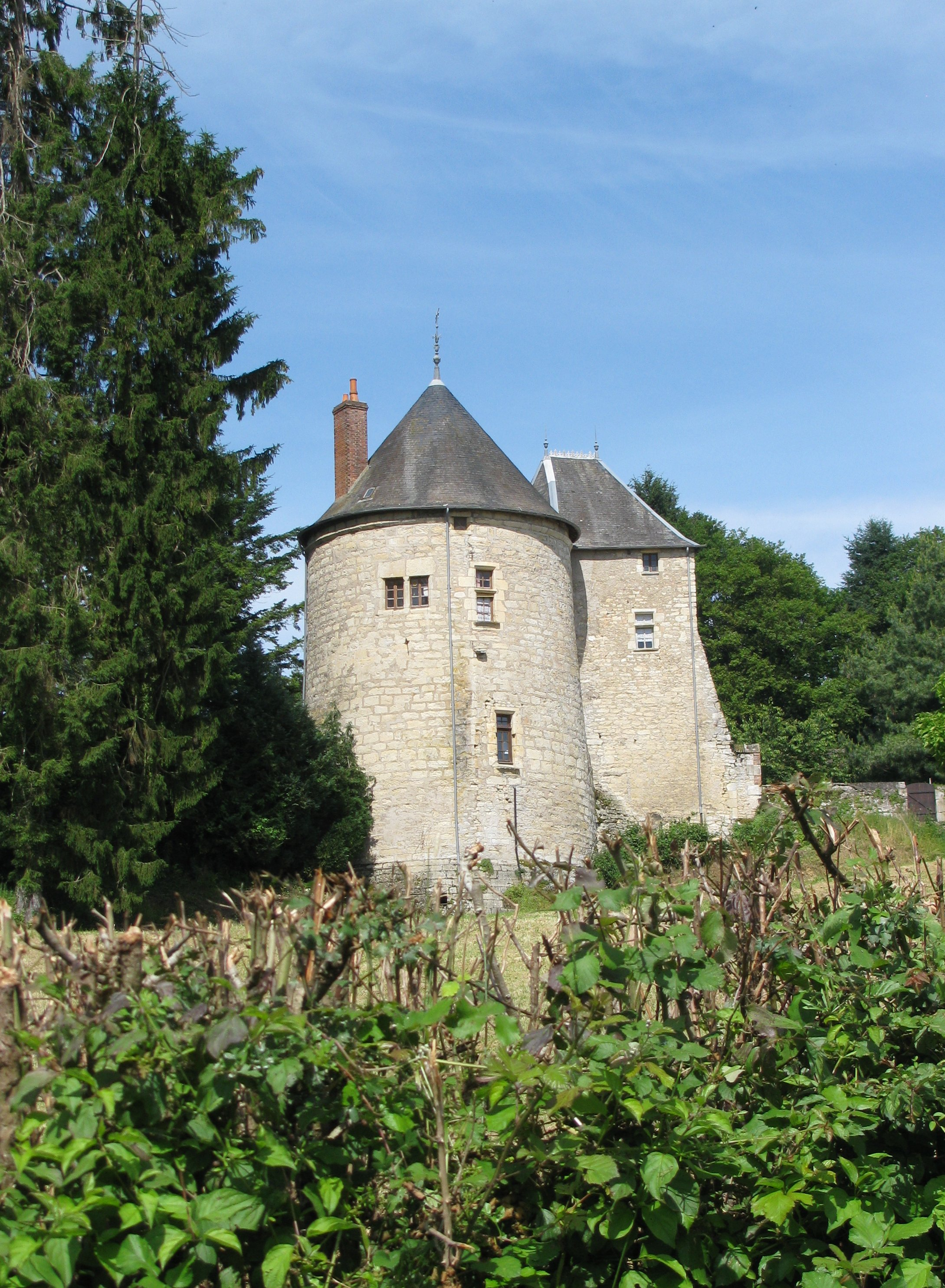
Frasnay, Saint-Aubin-les-Forges

## Geografie
De oppervlakte van Saint-Aubin-les-Forges bedraagt 26,3 km², de bevolkingsdichtheid is 16,7 inwoners per km².
De onderstaande kaart toont de ligging van Saint-Aubin-les-Forges met de belangrijkste infrastructuur en aangrenzende gemeenten.

## Demografie
Onderstaande figuur toont het verloop van het inwonertal (bron: INSEE-tellingen).